# Megascops clarkii
Megascops clarkii é uma espécie de ave da família Strigidae.
Pode ser encontrada nos seguintes países: Colômbia, Costa Rica e Panamá.
Os seus habitats naturais são: regiões subtropicais ou tropicais húmidas de alta altitude.